# Ramón Aguirre Rodríguez
Ramón Aguirre Rodríguez (Madrid, 3 de marzo de 1953) es un político español del Partido Popular.

## Biografía
Casado y con una hija, Aguirre trabajó como director bancario y posteriormente como vicesecretario general de Alianza Popular, partido que en 1989 se unió a otras fuerzas para formar el Partido Popular. Ese año, Aguirre fue elegido como diputado de las Cortes Generales de España por la provincia de Cáceres, siendo reelegido en 1993, 1996 y 2000.
En 2000 dimitió tras ser designado presidente del Instituto de Crédito Oficial. Fue diputado nuevamente entre 2008 y 2012, esta vez por Guadalajara. En enero de 2012 abandonó su escaño para ocupar la presidencia de la Sociedad Estatal de Participaciones Industriales. Asumió en el Congreso los siguientes cargos:
- Vicepresidente Segundo Comisión de Hacienda del 21/06/2018 al 10/09/2018
- Vocal Comisión de Hacienda del 10/09/2018 al 10/09/2018
- Vicepresidente Primero Comisión de Hacienda del 10/09/2018 al 05/03/2019
- Vocal Comisión de Presupuestos del 13/09/2016 al 05/03/2019
- Vicepresidente Segundo Comisión de Hacienda y Administraciones Públicas del 13/09/2016 al 19/12/2016
- Vicepresidente Segundo Comisión de Hacienda y Función Pública del 19/12/2016 al 21/06/2018
- Vocal Comisión de Investigación sobre la crisis financiera de España y el programa de asistencia financiera del 19/04/2018 al 30/11/2018
- Vocal Comisión de Investigación sobre la crisis financiera de España y el programa de asistencia financiera del 11/05/2017 al 26/05/2017
- Portavoz Comisión de Investigación sobre la crisis financiera de España y el programa de asistencia financiera del 26/05/2017 al 19/04/2018
- Vocal Comisión Mixta para las Relaciones con el Tribunal de Cuentas del 23/11/2016 al 05/03/2019